# 曹晓钟
曹晓钟（1968年7月—），男，新疆塔城人，中华人民共和国政治人物，现任中国气象局副局长。

## 生平
1990年毕业于新疆工学院工业电气自动化专业，获工学学士学位。1996年毕业于中国科学院自动化研究所，获自动控制专业博士学位，同年进入北京气象学院计算机科学技术系工作。1999年进入中国气象局培训中心工作，历任计算机科学技术系副主任，远程教育部副主任、主任，教育科研处处长等职。2010年7月，任中国气象局气象探测中心副主任。2013年，挂职任黑龙江省气象局副局长。2018年2月28日，挂职任贵州省铜仁市人民政府副市长。2021年8月，任中国气象局综合观测司司长。2022年12月28日，任中国气象局副局长。

## 社会兼职
- 中国气象服务协会副会长（2015年5月－2021年7月）[2]
- 中国致公党第十五届中央委员会科技委员会委员（2018年3月－2023年3月）[3]
- 中国致公党第十六届中央委员会科技委员会副主任（2023年3月－）[4]
- 第十四届北京市政协委员（2023年1月－）[5]